# 12 avril 1957
Le vendredi 12 avril 1957 est le 102e jour de l'année 1957.

## Naissances
- Bruno Edan (mort le 11 février 1981), artiste peintre et poète français
- Vince Gill, auteur-compositeur-interprète américain de musique country
- Carlo Capone, ancien pilote de rallye italien
- Hallvar Thoresen, footballeur norvégien
- Stoycho Mladenov, footballeur bulgare
- Fiorenzo Aliverti, coureur cycliste italien
- Ronald Plasterk, scientifique et homme politique néerlandais
- Greg Child, alpiniste et écrivain australien

## Décès
- Étienne d'Audiffret-Pasquier (né le 15 mars 1882), homme politique français
- Norman Whitley (né le 29 juin 1883), joueur britannique de crosse
- Thomas Patrick Healy (né le 19 avril 1894), entrepreneur, gérant et homme politique fédéral du Québec
- Ali la Pointe (né le 14 mai 1930), combattant algérien du F.L.N.

## Autres événements
- Début de la 22e législature du Canada
- Inauguration du Parc national de Terra-Nova
- Henri Hoffmann devient le premier évêque de Djibouti
- Sortie du film Tarzan et le Safari perdu
- Sortie du film Demain ce seront des hommes
- Sortie du film Rendez-vous à Melbourne
- Sortie en Allemagne de l'ouest du film D'Artagnan, chevalier de la reine
- Première présentation du film Le rouge est mis